# 于慧 (演员)
于慧（1965年12月1日—），中国女演员，出生于中华人民共和国山东省青岛，成长于沈阳。1986年考入上海戏剧学院，大二时候被导演蔡晓晴看中，出演电视剧《家教》，由此正式进入演艺圈。从学校毕业后，她被分配到上海电影制片厂工作，后成为上影厂的当家花旦，出演了多部电影。1996年凭借电影《喜莲》中演绎的农村妇女形象受到广泛认可，拿下华表奖、金鸡奖等大奖。之后她与一名美籍华人结婚，现已有一双儿女。

## 奖项
| 时间   | 颁奖典礼                  | 奖项                       | 作品   | 结果 |
| ------ | ------------------------- | -------------------------- | ------ | ---- |
| 1997年 | 第6届中国电影表演艺术学会 | 金凤凰奖                   | 喜莲   | 獲獎 |
| 1997年 | 第3届中国电影华表奖       | 最佳女演员奖               | 喜莲   | 獲獎 |
| 1997年 | 第17届中国电影金鸡奖      | 最佳女演员奖               | 喜莲   | 獲獎 |
| 1997年 | 第19届小百花奖            | 优秀女主角奖               | 喜莲   | 獲獎 |
| 2002年 | 第8届中国电影华表奖       | 优秀女演员奖               | 巧凤   | 獲獎 |
| 2011年 | 第3届新农村电视艺术节     | 农村题材电视剧最佳女主角奖 | 金达莱 | 獲獎 |